# Saint-Priest-d’Andelot
Saint-Priest-d’Andelot – miejscowość i gmina we Francji, w regionie Owernia-Rodan-Alpy, w departamencie Allier.

## Demografia
Według danych na rok 1990 gminę zamieszkiwały 134 osoby, a gęstość zaludnienia wynosiła 16 osób/km². W styczniu 2015 r. Saint-Priest-d’Andelot zamieszkiwało 151 osób, przy gęstości zaludnienia wynoszącej 18 osób/km².